# Manulea aridicola
Manulea aridicola är en flenörtsväxtart som beskrevs av O.M. Hilliard. Manulea aridicola ingår i släktet Manulea och familjen flenörtsväxter. Inga underarter finns listade i Catalogue of Life.